# كلية يسوع (أكسفورد)
كلية يسوع (بالكامل: كلية يسوع في جامعة أكسفورد التابعة لمؤسسة الملكة إليزابيث) (بالإنجليزية: Jesus College in the University of Oxford of Queen Elizabeth's Foundation) ؛ هي إحدى كليات جامعة أكسفورد في إنجلترا. تقع في وسط مدينة أكسفورد. أسستها إليزابيث الأولى في 27 يونيو 1571 لتعليم رجال الدين المسيحيين .

## روابط خارجية
- موقع MCR (الدراسات العليا) نسخة محفوظة 17 أغسطس 2012 على موقع واي باك مشين.
- JCR (الطلاب الجامعيين) الموقع نسخة محفوظة 27 أبريل 2012 على موقع واي باك مشين.
- جولة افتراضية لكلية يسوع